# Papa Marcelino
Papa Marcelino (em latim: Marcellinus) (Roma, ? — Roma, c. 25 de outubro de 304) foi o vigésimo nono papa da Igreja Católica. Seu pontificado estendeu-se de 30 de junho de 296 até a sua morte em c. 25 de outubro de 304, coincidindo com a perseguição de Diocleciano. Sob o seu pontificado, surgiu o primeiro país cristão, a Armênia.
Segundo o Liber Pontificalis, na época dos imperadores Diocleciano, Maximiano e Constantino houve uma grande perseguição e martírio dos cristãos. Marcelino foi martirizado, sendo decapitado pelo próprio Diocleciano. Seu corpo, junto a outros que foram martirizados, permaneceu exposto por 26 dias na rua, para exemplo aos cristãos, por ordem de Diocleciano. Os corpos foram recolhidos pelo então sacerdote e futuro sucessor de Marcelino, Marcelo e outros sacerdotes e diáconos. Recolheram os corpos à noite com hinos e os enterraram na Via Salária, na catacumba de Priscila.
O Catálogo Liberiano diz que o sepultamento foi na realidade em 25 de outubro.[carece de fontes?] Após um intervalo de tempo considerável, ele foi sucedido por Marcelo.

## Biografia

### OLiber Pontificalise as demais fontes
Segundo o Liber Pontificalis, Marcelino era um romano, filho de um certo Præjectus. O Catálogo Liberiano reportava que ele tenha sido sagrado bispo de Roma em 30 de junho de 296. Tais dados, aceitos pelo autor de Liber Pontificalis, foram verificados por aquela antiga fonte. Dos seus 8 anos de pontificado, nada é descrito. Entretanto, no epitáfio do sepulcro do diácono Severo nas Catacumbas de São Calisto é possível deduzir que, naquele período, o cemitério principal de Roma teria sido ampliado com as novas câmaras sepulcrais. Na epígrafe, se vê: “Cubiculum duplex cum arcosoliis et luminare Iussu papæ sui Marcellini diaconus iste Severus fecit mansionen in pace quietam...” (O Diácono Severo fez este duplo cubículo com seus arcossólios e as suas luminárias por ordem do seu Papa Marcelino, como silente mansão da paz). Isto teria acontecido antes do início da grande perseguição de Diocleciano contra os cristãos no Império Romano, durante a qual as Catacumbas de São Calisto, como os outros locais de culto público da comunidade cristã de Roma, foram brutalmente confiscados. Giovanni Battista de Rossi afirmava que os cristãos, neste período, bloquearam as galerias principais das catacumbas para proteger da profanação as numerosas tumbas dos mártires que ali repousam.
O César Galério levou o movimento pagão ao confronto contra a cristandade em 302, de modo que, no ano sucessivo, conseguiu convencer Diocleciano do perigo que os cristãos representavam para o Estado. Com um procedimento de neroniana memória, dois incêndios no palácio real – ainda que existam dúvidas sobre a eventual responsabilidade do próprio Galério – levaram o imperador, inicialmente relutante, a emitir um primeiro édito de perseguição e intolerância.
Os soldados cristãos tiveram de deixar o exército, as propriedades da Igreja foram confiscadas e os livros sagrados foram destruídos, tendo sido proibidas as funções religiosas. Além disso, os cristãos eram obrigados a renunciar a própria fé, sob pena de serem condenados à morte. A própria esposa de Diocleciano, Prisca, e a sua filha Valéria, ambas cristãs, foram forçadas a adorar as divindades pagãs.
A perseguição de Diocleciano, cujos severos éditos contra os cristãos foram impostos por Maximiano, provocou sérias desordens na Igreja de Roma depois de 303. Marcelino morreu no segundo ano da perseguição, muito provavelmente de causas naturais. Nenhuma fonte confiável do Século IV ou V o mencionava como mártir. O seu nome não constava nem mesmo no Depositio Episcoporum, nem tampouco no Depositio Martyrum da "Cronografia Romana" de 354. Tal ausência pode ser notada também no Martyrologium Hieronymianum. O Marcellinus Episcopus presente no Codex Bernensis, de 4 de outubro, provavelmente não corresponda ao papa. Também Eusébio de Cesareia, quando fez referências a Marcelino, usou uma expressão obscura: “a perseguição, além disso, o interessou” (‘òn kaì a’utòn kateílephon ‘o diogmòs Historia Ecclesiastica, VII, 32). Destas palavras, é possível inferir que o papa não sofreu o martírio; do contrário, Eusébio o teria especificado.

### As acusações sucessivas
Existiam também relatos sucessivos que o acusavam de ter entregado os textos sagrados imediatamente depois do primeiro édito ou mesmo de ter oferecido incenso aos deuses pagãos para escapar da perseguição.
No início do Século V, Petiliano, o bispo donatista de Constantina, afirmou que Marcelino e os presbíteros romanos Marcelo, Melquíades e Silvestre – futuros papas – tivessem entregue os livros sagrados aos pagãos e adorado a falsos deuses, ainda que não se tivesse tido nenhuma prova.
Nos Atos do confisco dos edifícios da Igreja em Roma, que foram levados pelos donatistas à Conferência de Cartago, falava-se de apenas de dois diáconos que tivessem apostatado: Stratone e Cássio. Santo Agostinho, nas suas réplicas a Petiliano, disputou a verdade de quanto vinha retratado (Contra litteras Petiliani, II, 202: De quibus et nos solum respondemus: aut non probatis et ad neminem pertinet, aut probatis et ad nos non pertinet; De unico baptismo contra Petilianum, cap. xvi: Ipse scelestos et sacrilegos fuisse dicit; ego innocentes fuisse respondeo). Das acusações de Petiliano, se pode concluir apenas que estas vozes sobre Marcelino e os seus padres circulavam efetivamente na Província da África, mas que não podiam ser provadas, do contrário, Agostinho não os teria defendido tão tenazmente.
Entretanto, estas afirmações sobre Marcelino eram sentidas também em alguns círculos romanos, tanto que, em outros dois contos sucessivos, atribuiu-se ao papa um ato de formal apostasia, naturalmente seguido de arrependimento e penitência pública.

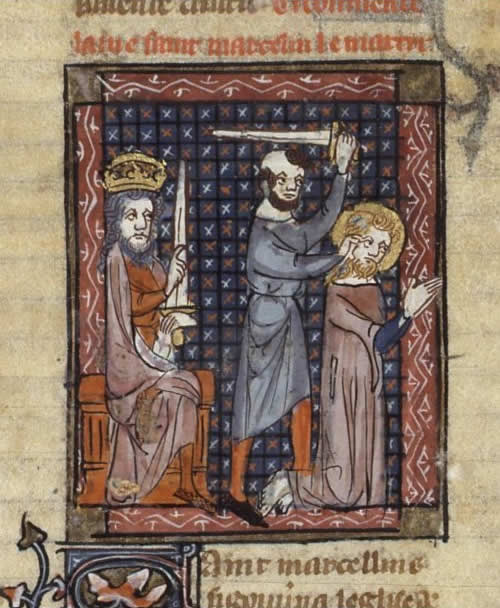
Martírio do Papa Marcelino, manuscrito francês, extraído de Legenda Áurea de Jacopo de Varazze.

A biografia de Marcelino contida no Liber Pontificalis, que provavelmente retomava uma perdida passio, afirmava que teria sido obrigado a sacrificar aos deuses e queimado incenso em honra deles. Todavia, depois de alguns dias, foi vencido arrependimento e confessou e fé em Cristo. Por isto, juntamente a outros três cristãos, foi condenado à morte por Diocleciano: foram decapitados. Parece bastante evidente que tal versão busca conciliar os boatos de que o papa tinha apostatado com o fato de que em outros ambientes era visto como um mártir e a sua tumba era venerada.
No início do Século VI, precisamente depois que esta passio Marcellini é difundida, apareceu uma série de documentos falsificados que foram usados na disputa entre o Papa Símaco e o Antipapa Lourenço. Entre eles, estavam os Atos apócrifos de um sínodo de 300 bispos mantidos na extinta cidade de Sinuessa, entre Roma e Cápua, para investigar as acusações contra Marcelino. Nos primeiros dois dias, Marcelino negou todas as acusações, mas no terceiro confessou e se arrependeu. Não obstante, o sínodo não o condenou, quia prima Sedes non iudicatur a quoquam ("porque a primeira Sé não pode ser julgada por ninguém").
Quando Diocleciano tomou conhecimento do acontecido, impôs a morte ao papa e aos muitos bispos que tinham participado do sínodo. Também estes documentos, em si mesmos, não podem ser considerados como prova histórica. Aceita-se como certo que o papa não tenha acatado nunca abertamente o édito imperial, já que tal apostasia do bispo de Roma teria tido grande repercussão nos autores contemporâneos a ele. Eusébio também não aceitou esta tese e Teodoreto, na sua Historia Ecclesiastica, afirmou que Marcelino foi um exemplo durante a perseguição (ton ’en tô diogmô diaprépsanta (Historia Ecclesiastica, I, 2).
Por outro lado, merece nota como na Cronografia Romana, cuja primeira edição remonta a 336, falte apenas o nome deste papa. Em verdade, no manuscrito, o nome de Marcelino era relatado em 16 de janeiro (XVIII kal. Feb.), mas se tratava, evidentemente, de uma imprecisão, uma troca por Marcelo, seu sucessor. De fato, a festa litúrgica deste último acontece nesta mesma data, seja no Martyrologium Hieronymianum, seja nos velhos livros litúrgicos, enquanto que no Liber Pontificalis e, por conseqüência, nos martirológios do Século IX, a festa de Marcelino é celebrada em 26 de abril (Acta SS., June, VII, 185). Segundo alguns estudiosos, como Theodor Mommsen, de Smedt, a ausência do nome de Marcelino deveu-se à simples omissão de um copista, por causa da semelhança dos nomes dos dois papas, mas esta hipótese não foi aceita universalmente. Outros estudiosos afirmam que esta omissão seria intencional, e não acidental.
Em relação às vozes e aos apócrifos supracitados, é necessário admitir que, em quaisquer ambientes de Roma, a conduta do papa durante a "Grande Perseguição" não foi aprovada. Neste período de intolerância, sabe-se apenas o nome de dois membros do clero romano que tenham sido martirizados: o presbítero Marcelino e o exorcista Pedro. O bispo de Roma e o alto clero conseguiram iludir seus perseguidores. Como isso se deu é ignorado. É possível que o papa Marcelino e muitos outros bispos tenham conseguido se esconder em um lugar seguro. Mas é também possível que, no momento da publicação do édito, lhes fosse assegurada de algum modo a imunidade. Por esta razão, em alguns ambientes romanos, poderia ser acusado de fraqueza e a sua memória, conseguintemente, teria sido omitida pelo autor do Depositio Episcoporum da Cronografia, enquanto encontrou lugar no Catalogo Liberiano que lhe é contemporâneo. Contudo, a sua tumba era venerada pelos cristãos de Roma e foi reconhecido também como mártir, como demonstra a sua passio.

### A morte e a sepultamento do papa
Marcelino morreu em 304. O dia da sua morte é incerto. No Liber Pontificalis, a data do seu sepultamento é registrada de forma errada como sendo em 26 de abril de 305, conforme relato nos martirólogos sucessivos (por isso se celebra a sua festa em 26 de abril). Mas imagina-se que a data para a sua morte tenha sido calculada com base na duração do seu pontificado, segundo quanto relatado no Catálogo Liberiano, deveria ter falecido em 24 de outubro ou 25 de outubro. Os seus restos mortais foram depositados na Catacumba de Priscila, na Via Salária, perto da cripta do mártir Crescêncio. As Catacumbas de São Calisto, o cemitério oficial da Igreja de Roma, onde por décadas eram sepultados os predecessores de Marcelino, tinham sido evidentemente confiscadas durante a perseguição, enquanto as Catacumbas de Priscila, pertencente à família dos Acilii Glabriones, estavam ainda à disposição dos cristãos.

## O culto
A cripta de Marcelino se tornou objeto de veneração muito rapidamente. As precisas alusões à sua posição contidas no Liber Pontificalis servem de prova nesse sentido. Em um dos itinerários das tumbas dos mártires romanos do Século VII (Epitome de Locis SS. Martyrum) é expressamente mencionada entre as sagradas sepulturas do cemitério de Priscila. Durante as escavações efetuadas nesta catacumba, foi identificada a cripta de Crescêncio, ao lado da de Marcelino, mas não foi encontrado qualquer monumento que fizesse referimento a este papa, de modo que o local da sua sepultura é, assim, incerto. A perdida Passio Marcellini remonta ao Século V, tendo sido empregada pelo autor de Liber Pontificalis, no qual se demonstra, já naquele período, que era venerado como mártir. Apesar disso, o seu nome apareceu pela primeira vez no martirológio de São Beda.
A sua festa acontece em 26 de abril, dia do seu sepultamento. Os antigos breviários, uma vez embasados no Liber Pontificalis, foram atualizados em 1883.[carece de fontes?]